# Cylindromyia rufipes
Cylindromyia rufipes är en tvåvingeart som först beskrevs av Johann Wilhelm Meigen 1824.  Cylindromyia rufipes ingår i släktet Cylindromyia och familjen parasitflugor. Inga underarter finns listade i Catalogue of Life.